# صفیر سیمرغ
رساله صفیر سیمرغ کتابی از شهاب الدین سهروردی در بیان مفهوم تجرید است در یک مقدمه و دو قسمت و یک خاتمه در قالب اشارات عرفانی و اشراق و رمز در مراتب راه تجریدی وصول به حق (تجرید) تألیف شده‌است.
مفهوم تجرید در چهار حیطهٔ مقدمه و دو قسمت و خاتمهٔ رساله صفیر سیمرغ کاربرد دارد. در این مقاله به شرح این مفهوم در مقدمه می‌پردازیم. شناخت تجرید و راه تجریدی در ارتقاء و افزایش دامنه بُرد ادراک در انسان، از اهمیت فوق‌العاده ای برخوردار هست.

## کلمات کلیدی
نور آگاهی، سطوح آگاهی، تجرید، روشن شدگی، قصد، حرکت جوهری، جوهر غاسق، گل نیلوفر، عالم مادی، عالم معنی، عالم امر